# Hoisington
Hoisington és una població dels Estats Units a l'estat de Kansas. Segons el cens del 2000 tenia 2.975 habitants.

## Demografia
Segons el cens del 2000, Hoisington tenia 2.975 habitants, 1.252 habitatges, i 785 famílies. La densitat de població era de 973,4 habitants/km².
Dels 1.252 habitatges en un 28,8% hi vivien nens de menys de 18 anys, en un 51% hi vivien parelles casades, en un 8,3% dones solteres, i en un 37,3% no eren unitats familiars. En el 34,3% dels habitatges hi vivien persones soles el 17,7% de les quals corresponia a persones de 65 anys o més que vivien soles. El nombre mitjà de persones vivint en cada habitatge era de 2,3 i el nombre mitjà de persones que vivien en cada família era de 2,96.
Per edats la població es repartia de la següent manera: un 24,8% tenia menys de 18 anys, un 7,9% entre 18 i 24, un 24,9% entre 25 i 44, un 21,5% de 45 a 60 i un 20,9% 65 anys o més.
L'edat mediana era de 41 anys. Per cada 100 dones de 18 o més anys hi havia 85,6 homes.
Entorn del 12,3% de les famílies i el 15,4% de la població estaven per davall del llindar de pobresa.

## Poblacions més properes
El següent diagrama mostra les poblacions més properes.